# Parco nazionale di Gorongosa
Il parco nazionale di Gorongosa (in portoghese: Parque Nacional da Gorongosa) è un'area naturale protetta del Mozambico centrale che occupa una superficie di 4,000 km². La protezione dell'area è iniziata a partire dal 1920, e dal 1988 è co-gestito da Carr Foundation e dal Government of Mozambique. Il parco prende il nome dall'altopiano della Serra da Gorongosa.